# غيزيل روسيلي
غيزيل روسيلي (بالإنجليزية: Giselle Rosselli)‏ هي عازفة على عدة آلات وملحنة ومغنية مؤلفة وعازفة بيانو وكاتبة غنائية ومغنية ومنتجة أسطوانات أسترالية، ولدت في 1990 في سيدني في أستراليا.

## وصلات خارجية
- الموقع الرسمي
- غيزيل روسيلي على موقع IMDb (الإنجليزية)
- غيزيل روسيلي على موقع ميوزك برينز (الإنجليزية)
- غيزيل روسيلي على موقع ديسكوغز (الإنجليزية)